# Cultura di Siwa

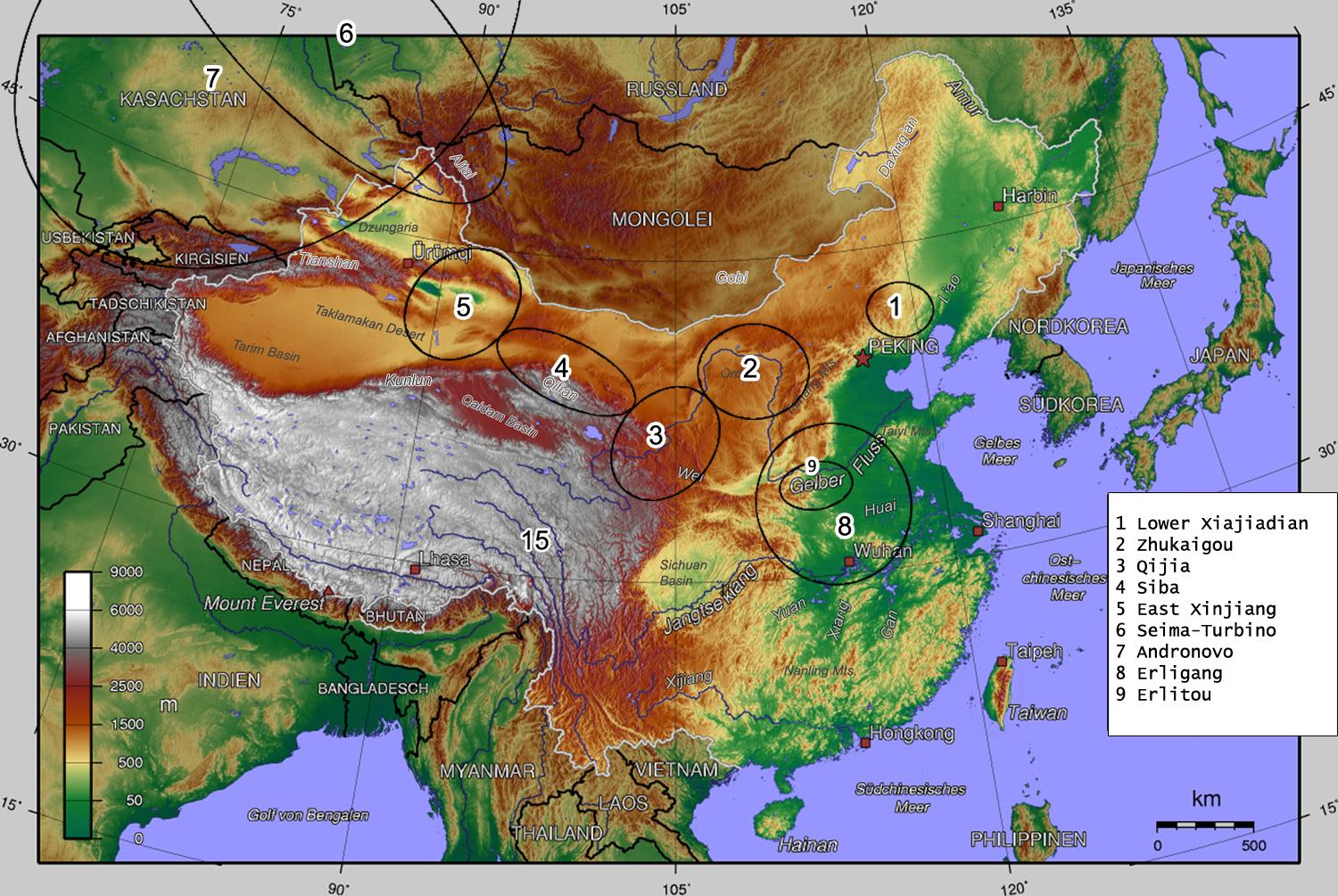
Mappa della Cina nel tardo Neolitico; la cultura di Siwa è la n. 4

La cultura di Siwa (in cinese: 寺洼文化, Sìwā wénhuà) fu una cultura dell'Età del Bronzo della provincia del Gansu in Cina.
Fu scoperta presso il sito archeologico del Monte Siwa (寺洼山) nella Contea di Lintao, da cui ne deriva il nome.
La cultura di Siwa è fiorita approssimativamente dal XIV all'XI secolo a.C.; si ritiene che fosse espressione delle culture delle popolazioni Di (氐) e Qiang (羌).

## Geografia

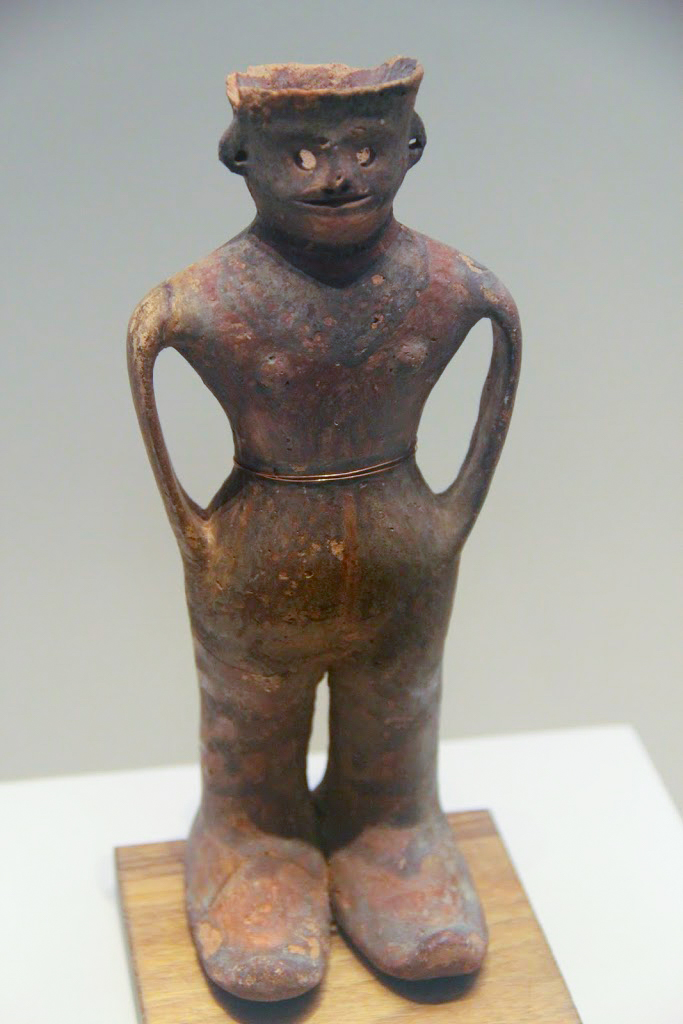
Giara antropomorfa di ceramica dipinta, cultura di Siwa (1500-1300 a.C.), Gansu. Museo Nazionale di Cina

La cultura di Siwa è suddivisa in due tipi: Siwa e Anguo. Il primo tipo è distribuito lungo il fiume Tao (Taohe), la seconda lungo il fiume Weihe.
Il tipo Siwa è leggermente anteriore a quello della dinastia degli Zhou occidentali, mentre il tipo Anguo è all'incirca contemporaneo ad essa.
Una delle principali caratteristiche della cultura di Siwa è la ceramica con bocche a forma di sella (马鞍口陶罐). Caratteristici sono anche i suoi manufatti in bronzo.
A partire dal 2006, il sito di Siwa (寺洼遗址) è inserito nella lista dei monumenti archeologici della Repubblica Popolare Cinese.